# Gira-sols silvestres
Gira-sols silvestres (títol original en castellà, Girasoles silvestres) és una pel·lícula catalano-franesa de 2022 dirigida per Jaime Rosales i protagonitzada per Anna Castillo. La pel·lícula compta també amb Oriol Pla, Quim Àvila, Lluís Marquès, Manolo Solo i Carolina Yuste en el repartiment. Rodada originalment en castellà i català, s'ha doblat al català per a TV3.

## Sinopsi
La Julia és una jove de 22 anys a l'atur i mare de dos nens que s'enamora de l'Óscar, un noi apassionat i conflictiu acabat de sortir de la presó. L'Óscar vacil·la contínuament entre un amor exaltat, brots de violència i tornar a l'amor cec. Una nit, tot acaba en una forta pallissa després d'una discussió per gelosia. Ella denuncia l'agressió i se l'emporten detingut. Dies després decideix tornar amb el pare dels seus fills, en Marcos, un jove militar destinat a Melilla. Transcorren uns mesos feliços abans que tot torni a l'apatia i a una nova separació. La Julia acaba treballant en un mercat. L'Álex, un antic amic de l'institut, es converteix en la seva nova parella.

## Repartiment
- Anna Castillo com a Julia
- Oriol Pla com a Óscar
- Quim Ávila com a Marcos
- Lluís Marquès com a Álex
- Manolo Solo com a Roberto
- Carolina Yuste com a Maite
- Neus Pàmies com a Muriel

## Premis
67a edició dels Premis Sant Jordi de Cinematografia
| Categoria                             | Candidat      | Resultat   |
| ------------------------------------- | ------------- | ---------- |
| Millor actriu en pel·lícula espanyola | Anna Castillo | Guanyadora |